# Francisco Alves
Francisco Alves es un municipio brasileño del estado del Paraná. 

## Geografía
Su población estimada en 2004 era de 5.802 habitantes.

### Carreteras
- BR-272